# Philipp-Nicolai-Kirche (Altwildungen)

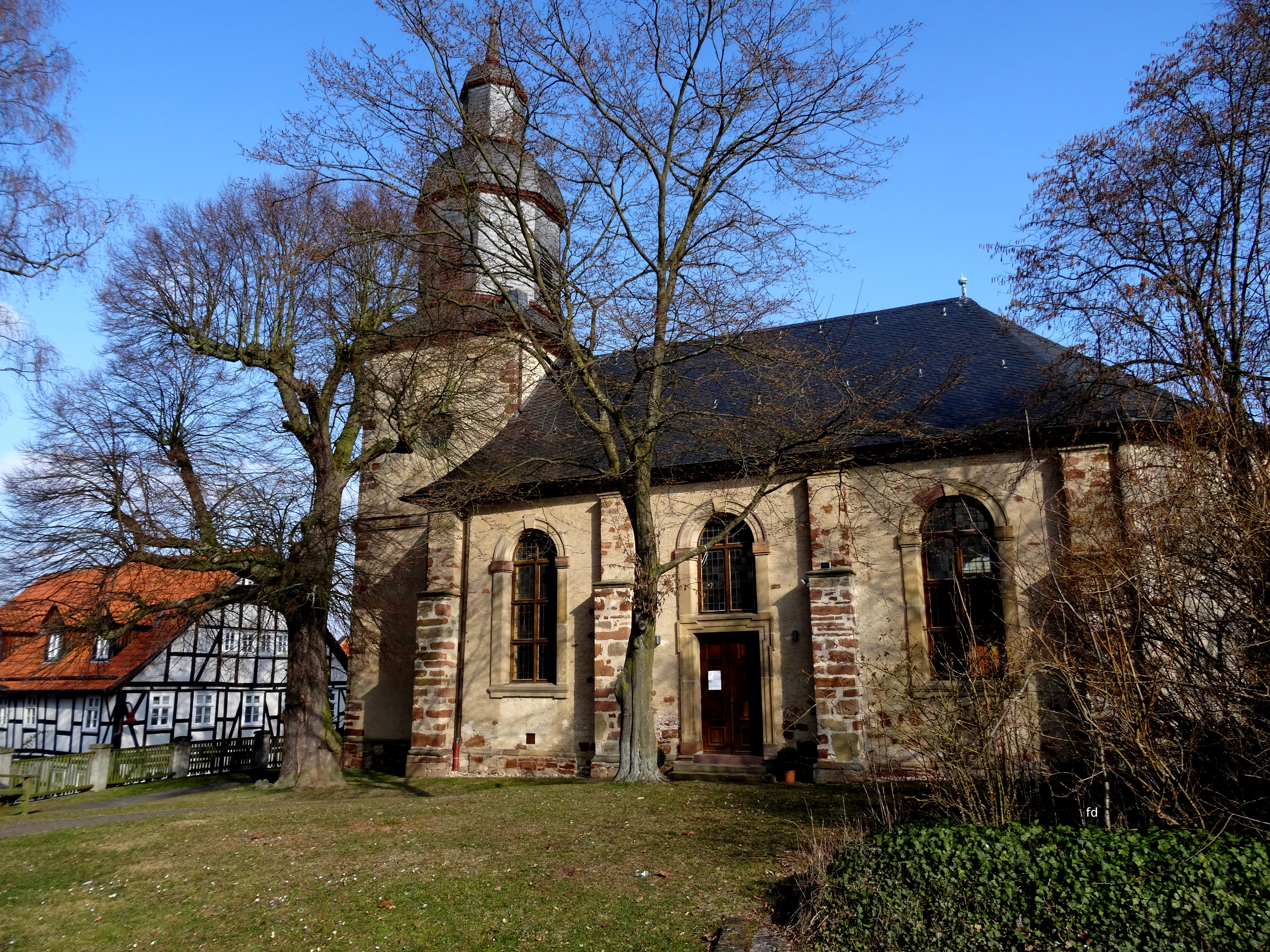
Kirche (Außenansicht)

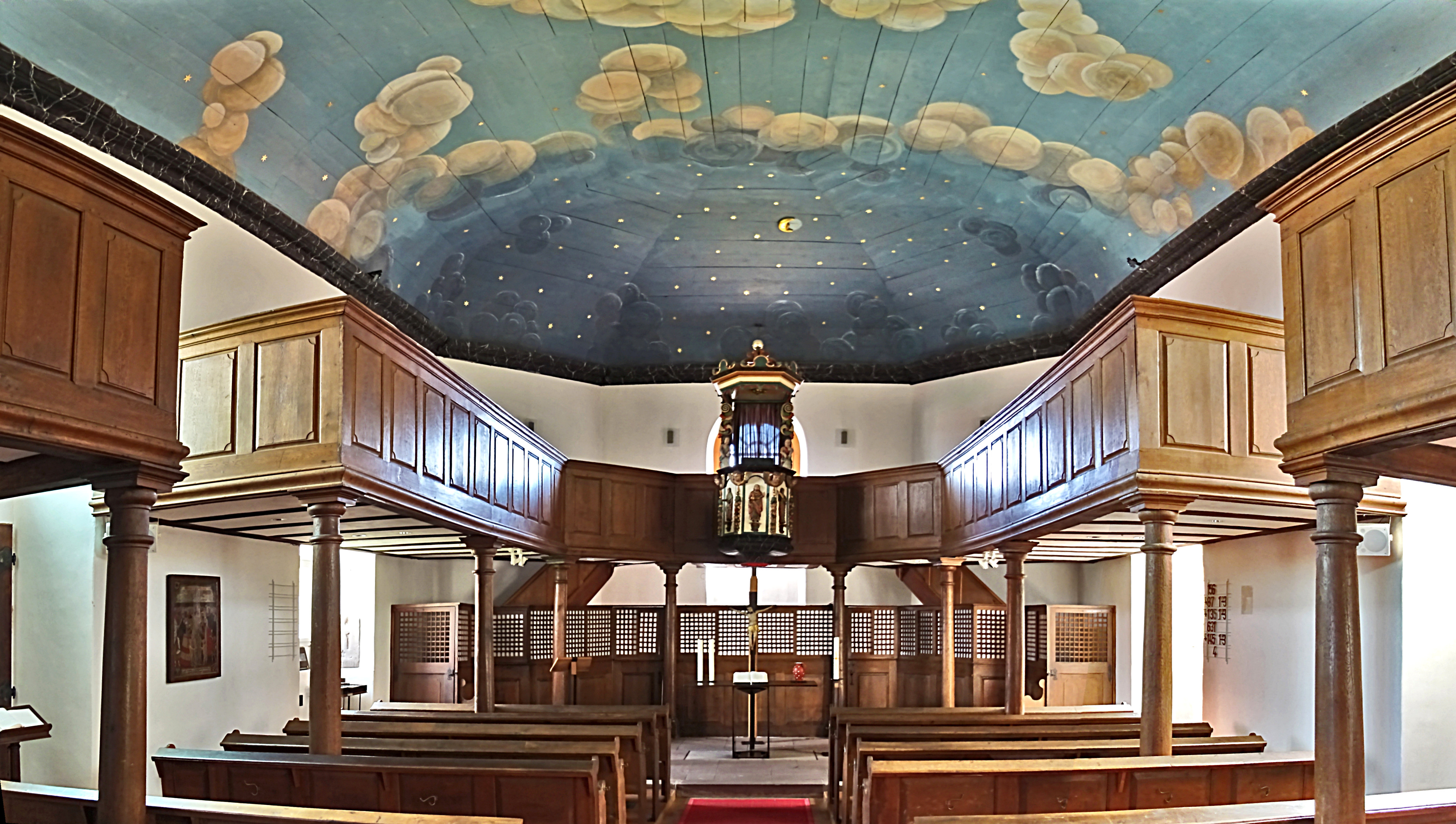
Innenansicht

Die Philipp-Nicolai-Kirche ist ein denkmalgeschütztes Kirchengebäude in Altwildungen, einem Ortsteil von Bad Wildungen im Landkreis Waldeck-Frankenberg (Hessen). Sie ist benannt nach dem Kirchenliederdichter Philipp Nicolai, der von 1588 bis 1596 Hofprediger in Altwildungen war. Die Kirchengemeinde gehört zum Kirchenkreis Eder im Sprengel Marburg der Evangelischen Kirche von Kurhessen-Waldeck.

## Geschichte und Architektur
Die Kirche diente als Schlosskirche für das Schloss Friedrichstein. Fürst Friedrich von Waldeck und Pyrmont hatte den Abbruch des baufälligen Vorgängergebäudes angeordnet. Der jetzige barocke Saalbau mit dreiseitigem Schluss und Westturm wurde 1729 unter der Leitung von Julius Ludwig Rothweil errichtet. Das Holztonnengewölbe ist als Himmel bemalt. Die Kirche ist mit umlaufenden Emporen ausgestattet. Der Kanzelkorb, an dem sich Figuren einer älteren Kanzel vom Ende des 17. Jahrhunderts befinden, wurde an der Chorempore angebracht. Die Figuren wurden von Josias Wolrat Brützel geschnitzt. Das barocke Kruzifix stammt aus der Vorgängerkirche.

## Orgel
Die Vorgängerorgel wurde 1902 von dem Orgelbauer Eduard Vogt aus Korbach als Opus 103 erbaut und 1951 umgebaut. Ursprünglich verfügte die Orgel über acht Register auf zwei Manualen und Pedal. Die Grundstimmen des Manualwerkes konnten über ein sog. „Multiplexsystem“ frei auf beide Manuale verteilt werden. 1951 wurde die Orgel durch die Firma Werner Bosch Orgelbau umgebaut. Die Windladen wurden neu gebaut und die Registerzahl auf sieben reduziert. Die ehemals romantische Disposition wurde nach neobarocken Klangvorstellungen umgestaltet. Die Bekrönung des Prospektes wurde entfernt. In diesem Zustand verfügte die Orgel über sieben Register auf einem Manual (C-f3: Gedackt 8′, Salicional 8′, Principal 4′, Schwiegel 2′, Mixtur II–III) und Pedal (C–d1: Subbass 16′, Choralbass 4′). Die Trakturen waren pneumatisch.
Die heutige Orgel wurde von der Firma Richard Rensch (Lauffen) im Verlauf des Jahres 2014 gebaut und am 4. Advent, dem 21. Dezember 2014 eingeweiht. Sie verfügt über 17 Register, die sich auf zwei Manuale und Pedal verteilen. Fünf sind von beiden Manualen über Wechselschleifen spielbar. Das Instrument weist folgende Disposition auf:
| I Manual C–g3 |       |
| Principal     | 8′    |
| Rohrflöte     | 8′    |
| Octave        | 4′    |
| Superoctave   | 2′    |
| Mixtur IV     | 1 ⁄3′ |

| I oder II Manual C–g3 |        |
| Viola da Gamba        | 8′     |
| Traversflöte          | 4′     |
| Nasat                 | 2 ⁄3′  |
| Terz                  | 1 3⁄5′ |
| Trompete              | 8′     |

| II Manual C–g3        |    |
| Vox angelorum (ab c0) | 8′ |
| Gedeckt               | 8′ |
| Fugara                | 4′ |
| Flageolett            | 2′ |

| Pedal C–f1 |     |
| Subbass    | 16′ |
| Flötbass   | 8′  |
| Choralbass | 4′  |

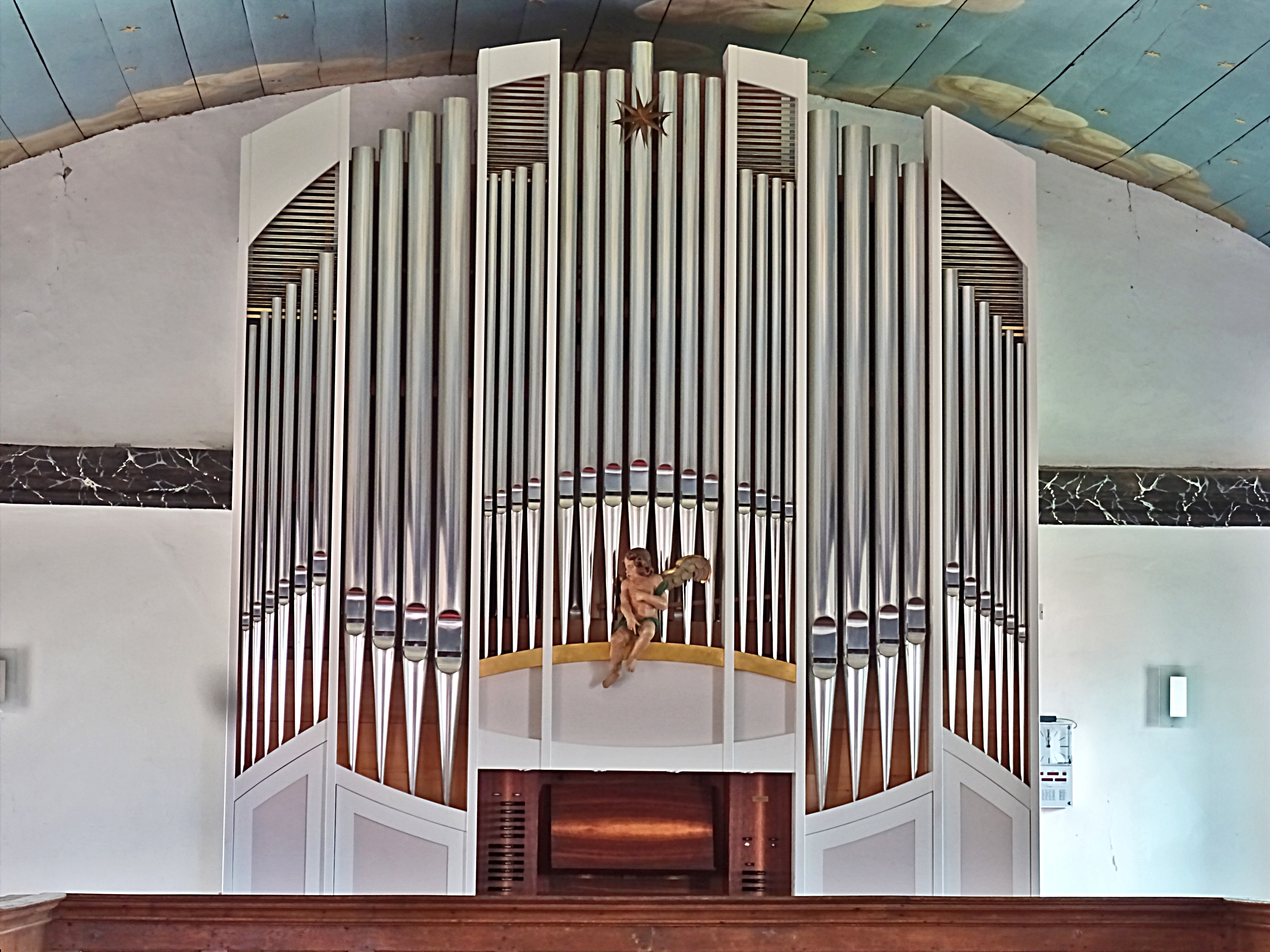
Rensch-Orgel

- Koppeln: II/I, I/P, II/P, II 16′/II (durchkoppelnd)
- Nebenregister: Waldecker Stern (Zimbelstern), Tremulant
- Spielhilfen: Generalschweller